# Observatorium Vilnius
Das Observatorium Vilnius (litauisch: Vilniaus universiteto astronomijos observatorija, deutsch: Astronomisches Observatorium der Universität Vilnius) ist ein astronomisches Observatorium der Universität Vilnius in der litauischen Hauptstadt Vilnius.
Es wurde 1753 auf Initiative von Thomas Zebrowski (1714–1758) gegründet. Das Observatorium ist das viertälteste Observatorium in Europa. Obwohl das Observatorium aufgrund der Lichtverschmutzung in Vilnius keine astronomischen Beobachtungen mehr durchführen kann (die Beobachtungen werden am astronomischen Observatorium Molėtai durchgeführt), setzt es seine wissenschaftliche Forschung fort.

## Frühe Geschichte

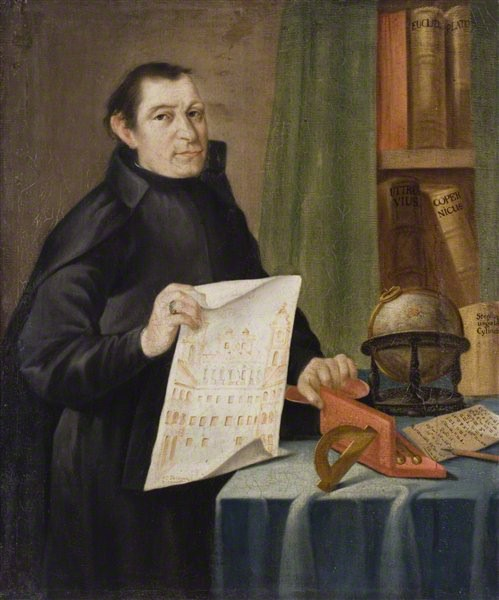
Thomas Zebrowski hält ein Bild des Observatoriums der Universität Vilnius

Im Jahr 1753 wurde auf Initiative von Thomas Zebrowski das Astronomische Observatorium der Universität Vilnius gegründet, das zu den ersten Observatorien in Europa und dem ersten in der polnisch-litauischen Union gehörte. Der Bau wurde von Elżbieta Ogińska-Puzynina finanziert. Das erste Teleskop (13,5 cm Reflektor) wurde von Michał Kazimierz Radziwiłł, Oberbefehlshaber der Armee des Großfürstentums Litauen, gespendet. Der zweite 10-cm-Reflektor wurde vom Bischof von Vilnius, Józef Stanisław Sapieha, gespendet.
Das goldene Zeitalter des astronomischen Observatoriums begann, als Marcin Odlanicki Poczobutt Direktor des Observatoriums war (1764–1807). Im Jahr 1777 schuf Poczobutt das Sternbild Taurus Poniatovii zu Ehren von Stanisław August Poniatowski, König von Polen und Großfürst von Litauen. Er war ein sehr geschickter Beobachter und hinterließ viele Beobachtungsdaten. Diese Beobachtungen wurden später von Jérôme Lalande für seine Berechnungen der Merkurbahn verwendet. Poczobutt beschloss außerdem, das Observatorium nach Süden hin zu erweitern. Es wurde 1782–88 vom berühmten Architekten Marcin Knackfuss entworfen und gebaut.
Später wurde das Observatorium von Jan Śniadecki (1807–1825) und Piotr Sławinski (1825–1843) geleitet. Sie beobachteten Planeten, ihre Satelliten, Asteroiden und Kometen sowie Sonnen- und Mondfinsternisse. Im Jahr 1861 schlug G. Sabler, der Direktor des Observatoriums, vor, zu diesem Zweck neue Instrumente anzuschaffen, darunter einen Solarphotoheliographen, ein Photometer und ein Spektroskop. Es wurden spektroskopische Beobachtungen der Sonne und photometrische Beobachtungen von Sternen begonnen.
Im Jahr 1864 installierte Direktor Georg Sabler im astronomischen Observatorium der Universität Vilnius einen Photoheliographen, der (nach London) erst das zweite Gerät dieser Art auf der ganzen Welt war. Seit 1868 wurde in Vilnius weltweit erstmals ein systematischer fotografischer Dienst zur Erfassung der Sonnenfleckendynamik eingerichtet.
Im Jahr 1876 brach im Observatorium ein Feuer aus, das großen Schaden anrichtete. Das Observatorium erhielt keine Mittel für die Restaurierung und wurde fünf Jahre später geschlossen. Die Bibliothek und die Instrumente wurden auf verschiedene Institutionen in Russland verteilt, der Großteil davon wurde zum Pulkowo-Observatorium gebracht.

## Nach dem Ersten Weltkrieg
Erst nach dem Ersten Weltkrieg wurde das astronomische Observatorium wiederbelebt. Im von Polen besetzten Vilnius wurde an der wiedereröffneten Universität Vilnius eine Fakultät für Astronomie eingerichtet. Zum Leiter dieser Abteilung wurde Władysław Dziewulski, ein berühmter polnischer Astronom, ernannt. Der Standort der alten Sternwarte war für astronomische Beobachtungen nicht mehr geeignet. Daher wurde 1921 der Bau einer neuen Sternwarte beschlossen. Zu diesem Zweck wurde ein Gelände am Stadtrand in der Nähe des Vingis-Parks in der heutigen M.K.Čiurlionis-Straße zugewiesen. Ausgestattet war das Observatorium mit zwei 15 cm Zeiss-Astrographen und einem 48 cm Reflektor mit Spektrographen.

## Nach dem Zweiten Weltkrieg
Nach dem Zweiten Weltkrieg wurden die Aktivitäten litauischer Astronomen am Astronomischen Observatorium der Universität Vilnius wieder aufgenommen. Leiter des Observatoriums wurde Professor Paulius Slavėnas. In den Jahren 1957–62 wurden eine Reihe von Instrumenten (die 12 cm und 16 cm Astrographen, die 25 cm und 48 cm Reflektoren und der spaltlose Zeiss-Spektrograph) restauriert und renoviert. Die Untersuchung veränderlicher Sterne und photometrischen Beobachtungen im von Vytautas Straižys entwickelten mehrfarbigen photometrischen System von Vilnius wurde begonnen.
Nach der Erweiterung von Vilnius wurden genaue astronomische Beobachtungen aufgrund von Luft- und Lichtverschmutzung in den 1960er Jahren unmöglich. 1968 wurde das 48-cm-Teleskop zum Simeiz-Observatorium auf der Krim gebracht, wo es bis 1973 in Betrieb war. Später wurde es zum Maidanak-Observatorium in Usbekistan verlegt. 1974 wurde der 63-cm-Reflektor am astronomischen Observatorium Molėtai in Betrieb genommen. Das Observatorium befasste sich mit der Entwicklung und dem Bau photometrischer Geräte für Teleskope sowie mit der Erforschung veränderlicher Sterne, der physikalischen und chemischen Eigenschaften von Sternen, interstellarer Materie und der Struktur der Milchstraße sowie der Andromeda- und Dreiecksgalaxien. In den Jahren 1960–92 veröffentlichte das Astronomische Observatorium in Zusammenarbeit mit dem Institut für Physik und Mathematik das Bulletin des Astronomischen Observatoriums Vilnius.
Die Leiter des Observatoriums nach dem Zweiten Weltkrieg waren: Bernardas Kodatis (1941–44), Paulius Slavėnas (1944–52 and 1956–69), Borisas Voronkovas (1952–56), Alfonsas Misiukas-Misiūnas (1969–78), Romualdas Kalytis (1978–92), Jokūbas Sūdžius (1992–08), Vladas Vansevičius (seit 2008).